# Mastododera rufosericans
Mastododera rufosericans là một loài bọ cánh cứng trong họ Cerambycidae.